# Extensive Landnutzung in Mitteleuropa
Als extensive Landnutzung bezeichnet man die Nutzung von Böden mit geringem Eingriff des wirtschaftenden Menschen in den Naturhaushalt und unter Belassung der vegetativen Standortfaktoren; es überwiegt die natürliche Entwicklung. Der Begriff ist dabei relativ und im jeweiligen zeitlichen sowie geographischen Kontext zu sehen. Der Begriff bezieht sich immer auf einen Vergleich mit heute üblichen Nutzungsformen. Eine heute als extensiv bezeichnete Grünlandnutzung kann vor etwa 200 Jahren auf vergleichbaren Flächen eine übliche Nutzungsform gewesen sein; im Kontext ihrer Zeit würde sie dann nicht als extensiv, sondern als intensiv bezeichnet werden. Ferner kann eine in Mitteleuropa als extensiv bezeichnete Landnutzung in anderen Ländern die übliche intensive Nutzung darstellen.

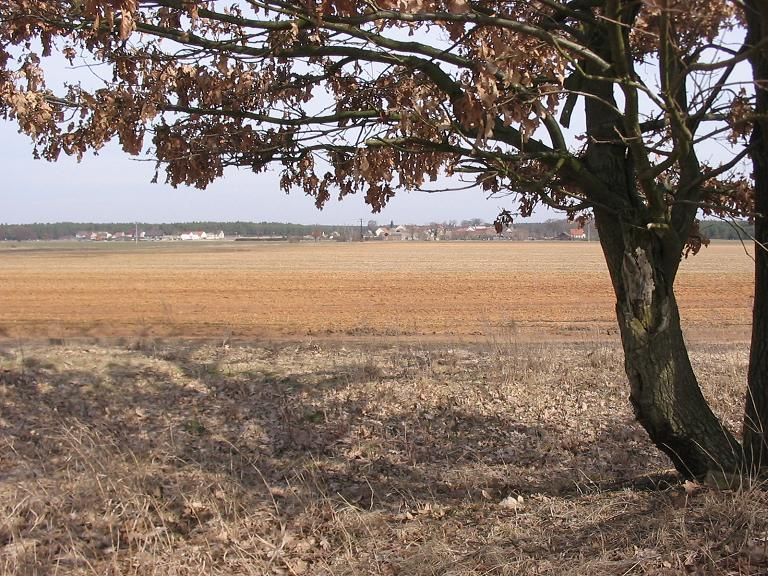
Belziger Landschaftswiesen: Blick von einer Randdüne nach Freienthal mit der Zauche im Hintergrund – dieses Gebiet wird heute überwiegend extensiv genutzt

## Die Definition extensiver Landnutzung

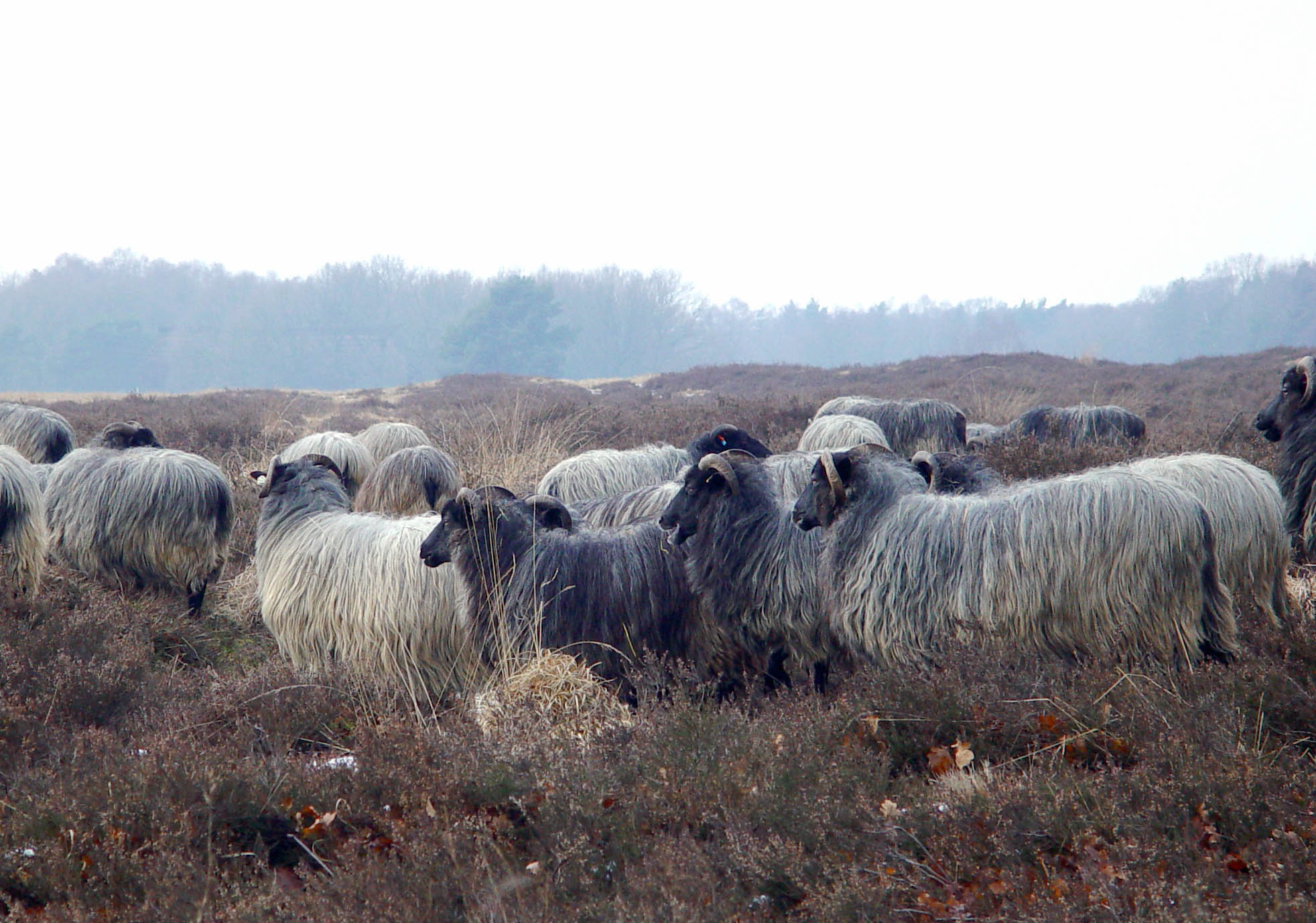
Heidschnuckenherde in der Lüneburger Heide – ohne die extensive Beweidung mit Schafen würde die Heide wieder durch Kiefern und Sandbirken bewachsen

Der Geologe und Geograph Johannes Müller hat für die Definition extensiv genutzter Landschaftsbestandteile drei Kriterien entwickelt. Diese stehen nicht für sich alleine, sondern bauen aufeinander auf:
- Extensive Landnutzung bezieht sich nur auf solche Flächen, die durch landwirtschaftliche Tätigkeit entstanden sind.
- Bei einem extensiv genutzten Landschaftsbestandteil handelt es sich um ein räumlich eng begrenztes Element innerhalb einer Kulturlandschaft. Zu ihrer Herausbildung ist relativ zur intensiv genutzten Umgebung lediglich eine weniger intensive, bzw. aufwändige Landnutzung notwendig. Das Ausbleiben jeglicher Nutzung stellt jedoch die Existenz dieses Landschaftsbestandteils in Frage
- Agrarökologisch gesehen stellen diese Flächen Sonderstandorte dar, die sowohl durch landschaftsökologisch besondere Bedingungen als auch durch anthropogene Einflüsse geprägt sind. Letztere haben diese Fläche entscheidend geprägt und können auch weiterhin zu einer Standortveränderung beitragen.

Heidegebiete wie die Lüneburger Heide, und die Almen der Alpen sind beispielsweise auf eine menschliche Bewirtschaftung zurückzuführen. Die Weide- und Feldwirtschaft, die den Landschaftstyp Heide prägte, verdrängte die ursprünglich dort befindlichen Eichen- und Buchenwaldgesellschaften. Den Weideflächen wurden zugunsten der Äcker durch Plaggenhieb Humus und Nährstoffe entzogen. Dies führte zu einer Degradierung der Böden, die eine intensive Nutzung nicht mehr zulässt. Würde die heutige extensive Nutzung – vor allem die Beweidung mit Schafen – jedoch eingestellt, würde diese Landschaft wieder verbuschen. Generell bestehen zwischen intensiver Landnutzung und der natürlichen Klimax-Vegetation sehr vielfältige Bereiche, in die der Mensch nur extensiv eingreift. Diese Eingriffe erfolgen je nach Landschaftselement in unterschiedlicher Häufigkeit und werden mitunter sogar von Pflanze zu Pflanze selektiv ausgeführt, wie beim Beschneiden von Obstgehölzen auf Streuobstwiesen oder dem Auf-Stock-Setzen einer Hecke.
Nicht in diese Definition eingeschlossen sind Landschaftselemente, die durch andere menschliche Eingriffe entstanden sind, wie dem Verkehrswegebau oder einer gewerblichen Nutzung wie dem Abbau von Schotter.

## Merkmale extensiver Landschaftsnutzung

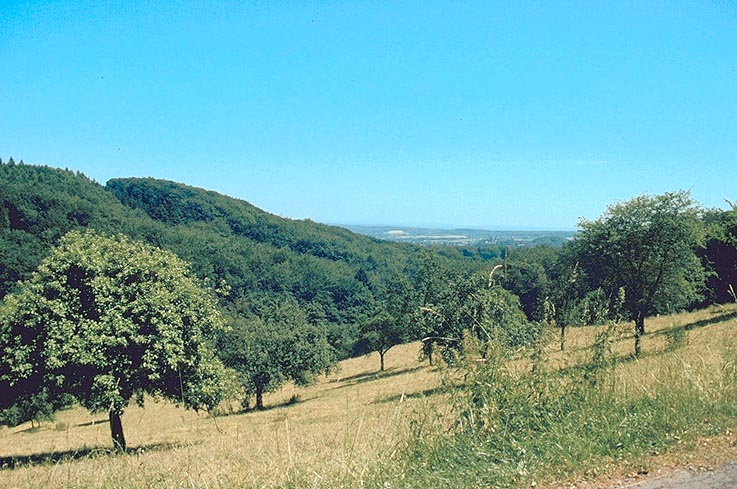
Streuobstwiese im Siebengebirge

In Mitteleuropa lässt sich eine extensiv betriebene landwirtschaftliche Nutzung im Allgemeinen an folgenden Merkmalen erkennen:
- Die bewirtschafteten Flächen sind im Allgemeinen kleiner als die intensiv bewirtschafteten. Häufig blieben diese Flächen von Flurbereinigungsmaßnahmen unberührt, so dass sie noch alte Flurformen aufweisen. In Bezug auf ihre Fläche sind sie daher besonders häufig durch lange Grenzlinien und/oder ungleichmäßige Formen gekennzeichnet. Im Vergleich zum allgemeinen Entwicklungsstand der Landwirtschaft spricht man deshalb auch von einem niedrigen Organisationsniveau.
- Der Arbeitseinsatz auf diesen Flächen ist verglichen mit denen in der Umgebung geringer. Eingriffe erfolgen kleinräumiger und unregelmäßiger. Wird die Fläche beweidet, so ist der Viehbesatz niedrig. Wiesen werden häufig nur einmal gemäht.
- Es werden keine kulturtechnischen Eingriffe zur Werterhöhung des Bodens wie etwa Be- oder Entwässerung, Drainierung, Eindeichung von Überschwemmungsgebieten, Flussbegradigungen oder Geländenivellierungen vorgenommen. Durch das Fehlen dieser auch als Meliorationsmaßnahmen bezeichneten Eingriffen bleiben grundlegende Standortveränderungen aus.
- Typische kapitalintensive Produktionsmittel wie der Einsatz von Düngemittel oder Pestiziden oder großer landwirtschaftlicher Maschinen werden entweder gar nicht oder nur in geringem Umfang verwendet.

Streuobstwiesen stellen im Gegensatz zur Obstplantagen die weniger intensive Anbauform von Obst dar. Obstplantagen sind, um eine möglichst einheitliche Bewirtschaftung zu ermöglichen, meist sortenrein in Monokultur und mit Niedrigstämmen bepflanzt. Diese stehen in Reihen gerade so weit auseinander, dass das Feld noch mit landwirtschaftlichen Maschinen befahren werden kann. Streuobstwiesen dagegen finden sich heute überwiegend auf solchen Flächen, die anderweitig nur mit hohem Arbeits- und Kapitaleinsatz zu bewirtschaften wären. Bei ihnen wird im Gegensatz zu Obstplantagen auf eine Bewässerung und meist auch auf den großflächigen Einsatz von Dünger und Pestiziden verzichtet. Da häufig mehrere Obstarten und regelmäßig unterschiedliche Sorten angebaut werden, können pflegende Eingriffe nicht großräumig erfolgen. Im Unterschied zu Obstplantagen, selbst wenn dort auf Insektizide und Herbizide verzichtet wird, sind Streuobstwiesen wesentlich artenreicher.

### Einfluss der Agrarbeihilfen
Extensivierung meint geringere Erzeugung von zu vermarktenden Produkten bei meist gleichbleibendem Einsatz des Faktors Boden. Oft ist damit eine Verminderung des Kapital- und Betriebsmitteleinsatzes bei gleichzeitig erhöhtem Einsatz des Faktors Arbeitszeit verbunden. Letzteres kann durch die Aufgabe besonders arbeitsintensiver Betriebszweige (beispielsweise Mutterkuhhaltung anstelle von Milchproduktion) verhindert werden. Im engeren Sinne zählt die Senkung der Arbeitszeit nicht zu der von der EU im Jahr 1989 erstmals durch ein Extensivierungsprogramm geförderten Extensivierung. Mit diesem Programm sollten die damals vorhandenen Produktionsüberschüsse bei vielen Produkten (siehe zum Beispiel Butterberg), die damals am Weltmarkt nur mit Exporterstattungen abzusetzen waren, vermindert werden und gleichzeitig eine „umweltfreundlichere“ Produktion gefördert werden. Gefördert wurden damals ein verminderter Einsatz von Pflanzenschutzmitteln und Mineraldünger. Die ebenfalls geförderte Umstellung auf ökologischen Landbau ist die weitestgehende Form der Extensivierung. Die bis 2009 für viele Betriebe obligatorische Flächenstilllegung war keine Form der Extensivierung, sondern ein agrarpolitisches Instrument zur Marktsteuerung.
Im Rahmen der gemeinsamen Agrarpolitik innerhalb der EU wird auch heute (Stand: 2013) umweltfreundliches Wirtschaften gefördert. Klassische Extensivierungsprogramme sind innerhalb der angebotenen Förderungen dabei allerdings von geringerer Bedeutung, da das Ziel der Marktsteuerung zugunsten des freien Welthandels aller Agrarprodukte im Rahmen der GATT-Verhandlungen aufgegeben wurde.
Verschiedene Förderprogramme deutscher Bundesländer, beispielsweise zum Schutz von Streuobstwiesen oder Feuchtwiesen oder zur Anlage von Wildäckern oder Ackerrandstreifen, haben dabei auch den Effekt der Extensivierung zumindest von Teilen eines Betriebs.

## Funktion extensiv genutzter Landschaftselemente in der Kulturlandschaft

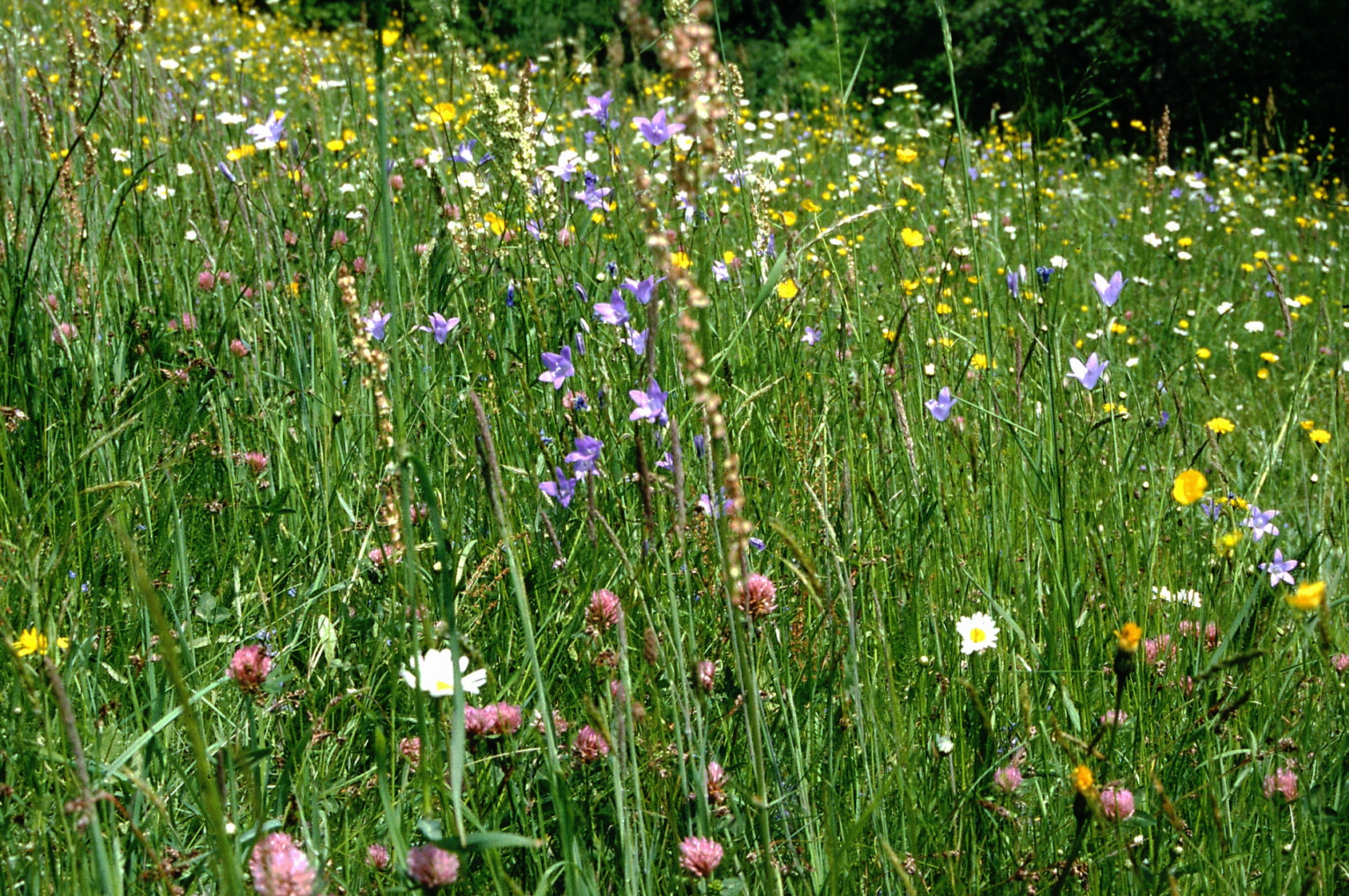
Extensivgrünland, Ertrag ca. 60 dt/ha TM bei zwei Mahden pro Jahr

Extensive Landnutzung geschieht primär zum Erhalt gefährdeter Arten. Ihre Funktion geht aber darüber hinaus. Extensiv genutzte Flächen bilden in einer Landschaft Puffer und Ausgleichselemente, um die Auswirkung einer intensiven Nutzung auf benachbarten Flächen teilweise aufzufangen oder abzumildern.
Extensiv genutzte Landschaftselemente können beispielsweise die Bodenerosion mindern, die Wasseraufnahmefähigkeit eines Bodens beeinflussen, das Mikroklima positiv verändern, Wasserstandsschwankungen regulieren oder eine Gewässerschutzfunktion übernehmen. Extensiv genutzte Landschaftselemente wie etwa Streuobstwiesen können darüber hinaus auch ein landschaftsprägendes Element haben und daher aus ästhetischen Gründen erhalten werden.

## Entstehung extensiver Landnutzung
Extensive Landnutzung wird heute meist mit Vertragsnaturschutz oder der bewussten Zurücknahme der Intensität einer Bewirtschaftung aus ökologischen Gesichtspunkten verbunden. Extensiv genutzt werden dabei jedoch immer Standorte, die für eine kommerzielle Landwirtschaft zunehmend uninteressant geworden sind.
Auch historisch gesehen entstanden extensive Landnutzungen auf Grenzertragsstandorten, die für eine intensive Bewirtschaftung zu steil, zu feucht, zu trocken oder zu steinig waren. Solche agrarökologischen Sonderstandorte wurden je nach wirtschaftlichen Rahmenbedingungen immer dann bewirtschaftet, wenn sich der damit verbundene Aufwand mit dem Ertrag messen konnte. Hänge, die beispielsweise für Ackerbau zu steil waren, konnten immer noch durch Schafe oder Ziegen beweidet werden. Ihre Nutzung war jedoch immer weniger intensiv als die der Hauptertragsflächen.
Zwischen extensiver Landnutzung und den historischen Flurformen besteht ein enger Zusammenhang, auch wenn der ländliche Raum in Mitteleuropa geprägt ist durch historisch und regional sehr unterschiedliche Entwicklungen. Vom Rand der Alpen bis zur Küste entstanden dabei ein Mosaik unterschiedlicher Flurformen. Der jeweilige Grad der Weidewirtschaft hatte dabei einen großen Einfluss auf den Anteil an extensiver Nutzung.

### Die Rolle des Düngers

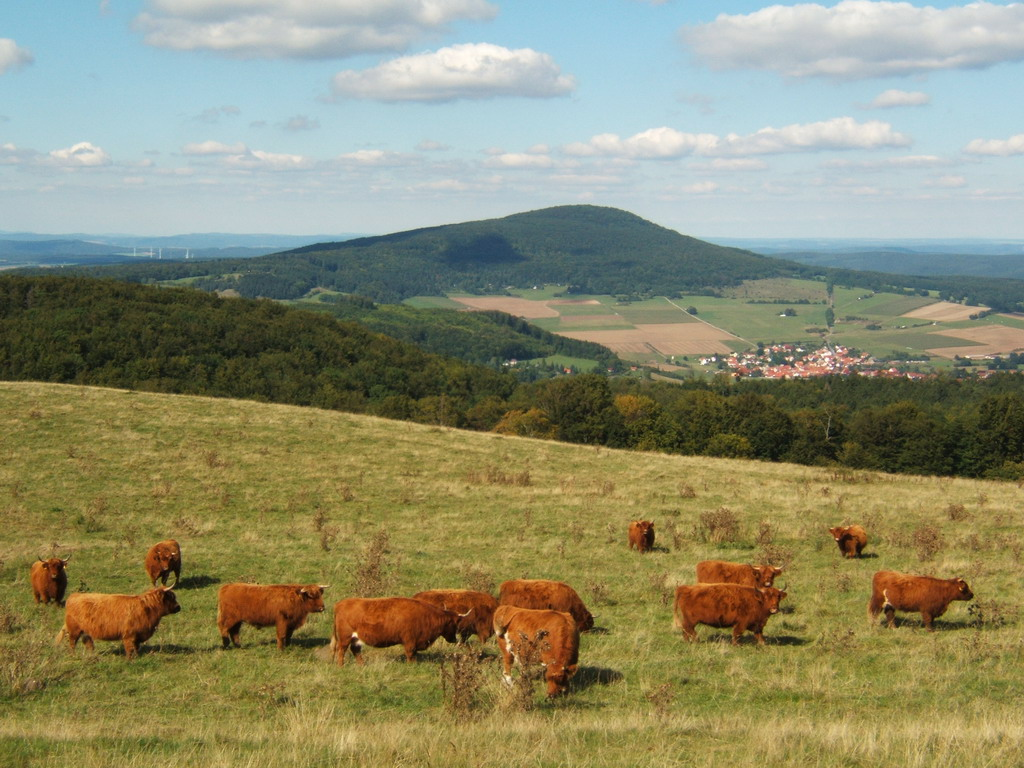
Rinder auf der Weide, Rhön 2005 – aufgrund des Düngermangels mussten Landwirte bis Ende des 19. Jahrhunderts den Viehdung vor allem auf den Ackerbauflächen ausbringen

Mangelnder Dünger war der limitierende Faktor in der Landwirtschaft, bevor Justus von Liebig im 19. Jahrhundert den Kunstdünger erfand. Die Lösungsformen, die in der Landwirtschaft zur Behebung dieses Problems entwickelt wurden, sind teilweise abhängig von der jeweiligen Flurform. Sie führten jedoch regelmäßig zu einer extensiven Landnutzung, da einzelnen Parzellen Nährstoffe in so hohem Maße entzogen wurden, dass eine intensive landwirtschaftliche Nutzung bis heute nicht mehr möglich ist. Heideflächen und Magerrasen sind Beispiele solcher Flächen.
Generell reichte vor der Entwicklung des Kunstdüngers der zur Verfügung stehende Viehdung nicht aus, um alle Parzellen ausreichend zu düngen. Man praktizierte zwar auch Gründüngung, Brachejahr und Wechselwirtschaft, aber damit konnte der Nährstoffentzug nicht ausgeglichen werden. In vielen Flurformen, die mit Weidewirtschaft einherging, entzog man den beweideten Flächen den Dünger zugunsten der Flächen, auf denen Ackerbau betrieben wurde. Dies geschah beispielsweise dadurch, dass man das Weidevieh meist über Nacht auf den Äckern aufpferchte. Die Bedeutung des Düngers wird auch durch die zum Teil komplizierten Gemeindeordnungen belegt, die festlegten, wie häufig etwa Gemeindeherden auf bestimmten Feldern gepfercht wurden. Für Gewannflure (s. u.) war beispielsweise der Hutzwang bindend; gehaltene Tiere durften nicht individuell gehütet werden, sondern mussten in der Gemeindeherde geführt werden. Auch wie viele Tiere ein einzelner in die Gemeindeherde einbringen durfte, war genau geregelt. Nach der Ernte des Wintergetreides mussten die Stoppelfelder in der Regel bis August stehenbleiben, um dann von der Gemeindeherde beweidet zu werden.

### Flurformen

#### Gewannfluren

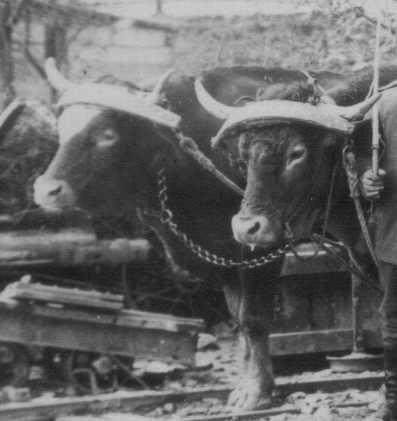
Ochsen als Zugtiere mit Jochgeschirr, um 1915

Gewannfluren wiesen in der Regel eine sehr geringe extensive Landnutzung auf, weil dies die typische Flurform für Lössböden mit ausgeglichenem Relief war. Da die Flächen damit für den Ackerbau überaus attraktiv war, wurde jede mögliche Fläche unter Pflug genommen, um Getreide anzubauen. Gewannfluren, die beispielsweise für den Oberrheingraben, die Magdeburger Börde und das Neckarland typisch waren, waren deshalb weitgehend „ausgeräumte“ Landschaften.
Typisch für Gewannfluren war eine Dreifelderwirtschaft, bei der man im ersten Jahr Wintergetreide wie Roggen und Weizen anbaute, im darauf folgenden Jahr Dinkel, Hafer, Sommerweizen oder Gerste und dann das Feld ein Jahr lang brach liegen ließ. Auf Gewannfluren war wegen der geringen Größe der einzelnen Parzellen, von denen noch nicht einmal jede über eigene Zugangswege verfügte, die Bewirtschaftung zelgengebunden. Auf jeder Zelge, einer Einheit aus mehreren Parzellen, mussten alle Besitzer nicht nur dieselbe Frucht anbauen, sondern sich auch an gemeinsame Saat- und Erntezeiten halten.
Vieh wurde nur als Zugtiere und Düngerlieferanten gehalten. Die Fleischproduktion spielte dabei eine sehr geringe Rolle. Entsprechend selten waren auch Allmenden, die als gemeinschaftliche Weidefläche genutzt wurde. Beweidet wurden dagegen in einem komplizierten Turnus die Brachflächen, die wenigen Raine und nicht ackerbaulich genutzten Flächen sowie die Stoppelfelder. Mit der Einführung der verbesserten Dreifelderwirtschaft, bei der das Brachejahr entfiel und stattdessen auf diesen Flächen Klee, Esparsette und Luzerne als stickstoffbindende Gründüngung gesät wurde, begann man zunehmend, zur reinen Stallhaltung überzugehen. Auf den Kleinflächen, die nicht in den Ackerbau einbezogen wurden, ließ damit der Beweidungsdruck nach. Diese Flächen standen jetzt für Streuobstanbau zur Verfügung, oder es entstanden dort allmählich Feldgehölze, Gebüsche und Hecken.

#### Eschfluren

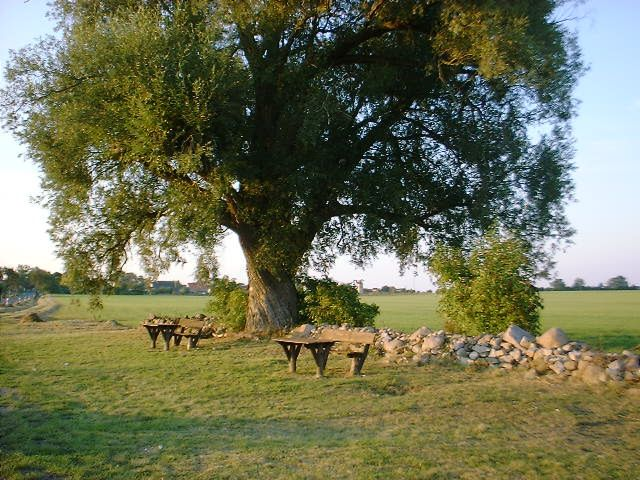
Rain mit Lesesteinen in Norddeutschland

Eschfluren dagegen sind typisch für Regionen, bei denen ein Teil der Gemarkung agrarökologische Sonderstandorte aufwiesen. Lediglich die Esch war für Ackerbau geeignet, der nicht beackerte Teil der Gemarkung war in der Regel grundwasserfeucht und deswegen für Getreideanbau nicht geeignet. Häufig wurde auf der Esch Einfeldwirtschaft betrieben, wobei über Jahre nur Roggen angebaut wurde. Typisch für Eschfluren waren Allmenden, die von der Dorfgemeinschaft gemeinsam als Weidegrund genutzt wurden. Als Gemeinschaftsgut wurde die Allmende regelmäßig vernachlässigt. Zum Teil wurde den Allmenden durch Plaggenhieb noch zusätzlich der humus- und nährstoffreiche Oberboden entzogen, um damit die Ackerbauflächen mit Nährstoffen zu versorgen. Dieses Vorgehen, die die Volkswirtschaftslehre zum Theorem der Tragik der Allmende inspirierte, führte zu verarmten Weideflächen, auf denen schließlich Heidekraut bestandsbildend wurde. Die Weideflächen boten letztendlich nur noch Schaf- und Ziegenherden ausreichend Nahrung.
Die Äcker wurden vor Wildverbiss und vor Vertritt durch das Weidevieh mit Hecken geschützt. Eschfluren, die typisch für das Münsterland und weite Teile Nordwestdeutschlands sind, weisen daher ein breites Spektrum an Landschaftselementen mit sehr unterschiedlichem Nutzungsgrad auf. Neben Hecken und Heiden sind dies Gräben, Feuchtflächen und Ufergehölze.

#### Blockfluren
Großblockfluren sind heute typisch für flurbereinigte Gebiete. Noch bis in die Mitte des zwanzigsten Jahrhunderts war diese Flurform zwar in ganz Mitteleuropa zu finden, jedoch beschränkt auf große Gutshöfe. Typischer waren Kleinblockfluren, die im klein- und mittelbäuerlich geprägten Deutschland nach den Gewannfluren die häufigste Flurform darstellten. Kennzeichnend für diese Gemarkungen war ein unruhiges Bodenrelief, so dass die für den Ackerbau genutzten Flächen immer wieder von agrarökologischen Sonderstandorten unterbrochen war. Kleinräumige Restflächen, die als Grenzertragsflächen weniger intensiv genutzt wurden, konnten felsige Geländeteile, steile Hänge oder Tümpel sein. Aufgrund der relativ geringen Besiedlungsdichte in diesen Regionen war auch der Nutzungsdruck auf die einzelnen Parzellen geringer, sodass Landschaften mit einem sehr unregelmäßigen Lagemuster entstanden.
Ähnlich wie bei den Gewannen wurde hier überwiegend eine Dreifelderwirtschaft praktiziert, die aber in der Regel nicht zelgengebunden war.

#### Hufenfluren

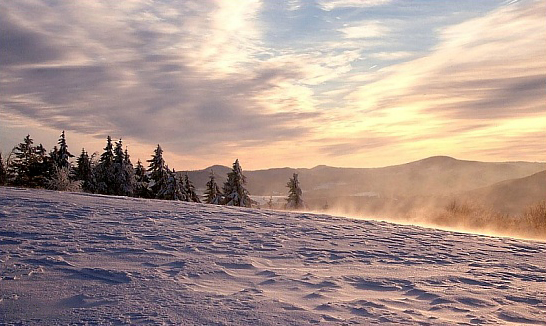
Rhön; Blick zur Dammersfeldkuppe. Die Rhön gehört zu den Landschaften, die erst verhältnismäßig spät erschlossen wurden

Im Gegensatz zu Block-, Gewann- und Eschfluren entstanden Hufenfluren erst relativ spät. Moorhufenflure entstanden, als man begann, in Nordwestdeutschland die großen Moore trockenzulegen. Marschhufenfluren entstanden, als man die versumpften Flussniederlegungen trockenlegte. Hufenflure entstanden auch, als die Mittelgebirge wie Spessart, Rhön, Odenwald, Frankenwald, Schwarzwald und Bayerischer Wald landwirtschaftlich erschlossen wurden.
Erste Hufenfluren entstanden im Hoch- und Spätmittelalter und sind alle gekennzeichnet durch ihre planmäßige Anlage. Gehöfte wurden entlang von Bachläufen und um eine Quellmulde gebaut, die dazugehörigen Parzellen waren davon ausgehend angelegt und endeten meist in oberer Hanglage am Wald (Waldhufendorf). Auf diese Weise entstanden Rodungsinseln mitten im Wald. Aufgrund der damaligen Subsistenzwirtschaft wurde ein großer Teil der jeweiligen Parzellen ackerbaulich genutzt, auch wenn diese Standorte dafür keine idealen Voraussetzungen boten. Immer gehörte daher auch Grünlandwirtschaft und Viehhaltung zu dieser Flurform.
Die Nutzungsintensität nahm grundsätzlich mit der Hofferne der Parzellen ab. Bei Hufen in Moor- und Marschlandschaften waren die Entwässerungsgräben landschaftsprägend. An ihnen entlang entstanden häufig im Schutz von Zäunen niedrige Sträucher. Zusätzlich wurden Kopfweiden angepflanzt. Auch extensiv genutzte Feuchtstaudenflure gehören zu den landschaftsprägenden Elementen dieser Flurform.
Für die Hufe der Mittelgebirge sind die Lesesteinhaufen typisch, die entlang der Parzellengrenzen aufgeschichtet wurden. Auf ihnen entstanden häufig Hecken, die als Abgrenzung der Weiden geschätzt wurden. Obwohl insbesondere die Mittelgebirge zu einem Zeitpunkt erschlossen wurden, zu der kaum noch einfach zu erschließendes oder zu bewirtschaftendes Land zur Verfügung stand, war auf den Hufen der Nutzungsdruck insgesamt so gering, dass häufig große Raine entlang der Parzellen entstanden.

### Der Formenwandel der ländlichen Kulturlandschaft im 19. und 20. Jahrhundert
Der ländliche Raum Mitteleuropas, mit seinem überlieferten und vielfältigen Formen der Kulturlandschaft, unterlag bis zum Beginn des 19. Jahrhunderts nur sehr allmählichen Wandlungen. Dies änderte sich mit dem gravierend einsetzenden wirtschaftlichen, sozialen und administrativen Funktionswandel. Vor allem seit dem Ende des Zweiten Weltkriegs haben sich die tradierten landwirtschaftlichen Formen grundlegend geändert. In dieser Wandlung gab es jedoch erhebliche regionale und lokale Unterschiede; Periphere und strukturschwache Gebiete haben den überlieferten Formenbestand länger erhalten können als großstadtnahe und ertragreiche Agrarlandschaften.

#### Die Intensivierung der landwirtschaftlichen Nutzung im 19. Jahrhundert

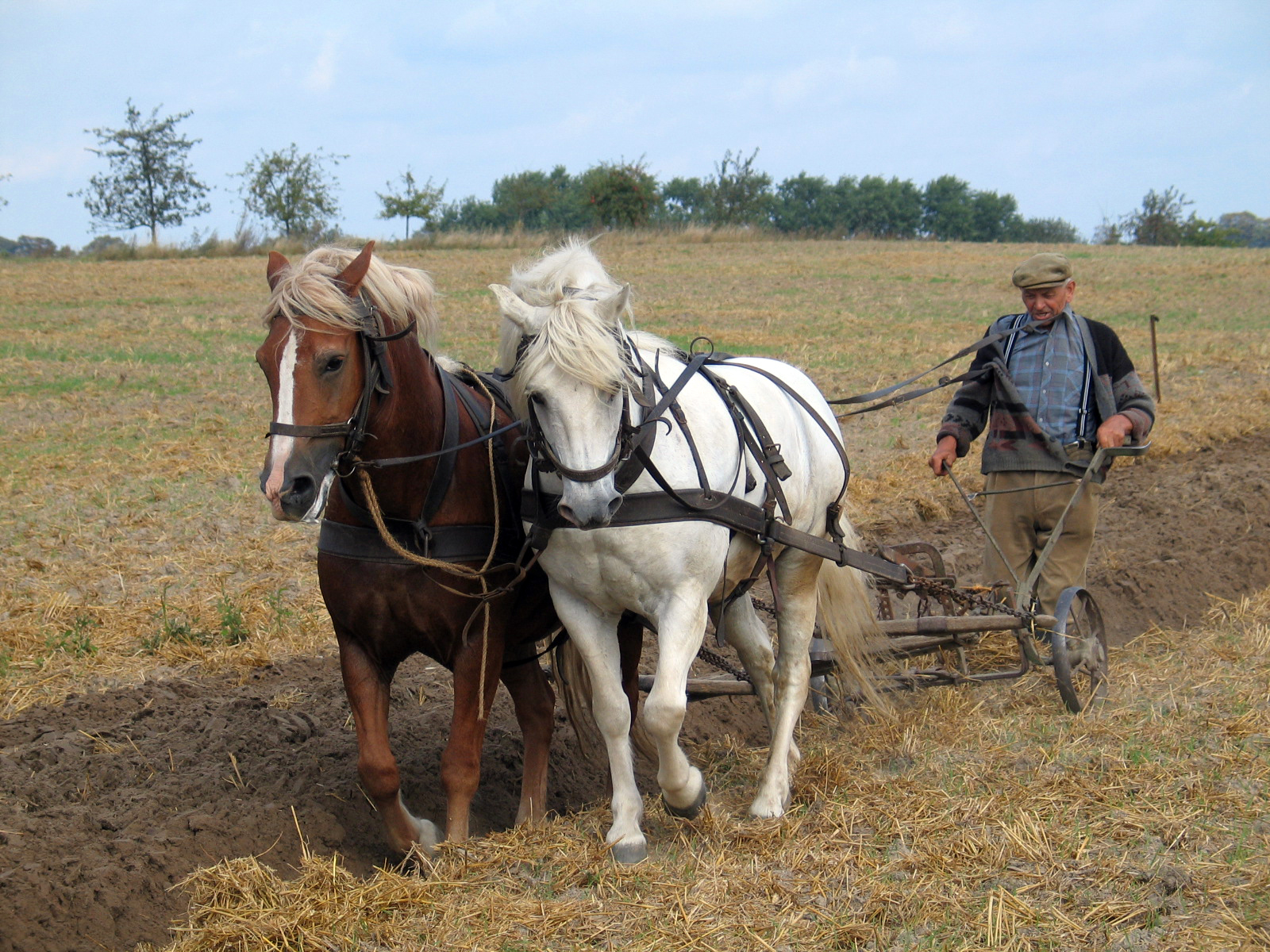
Pferdepflug

Die einzelnen Flurformen, bei der Unterschiede in der Intensität der Nutzung typisch waren, veränderten sich bis ins 19. Jahrhundert nur sehr allmählich. Viele Landschaftselemente, die aus der damaligen – zum Teil bereits extensiven – Nutzung entstanden, bestehen heute noch.
Ein tiefgreifender Wandel der Agrarstrukturen setzte zu Beginn des 19. Jahrhunderts ein, als sich die Landwirtschaft von einer bisher subsistenzbetonten zu einer marktorientierten wandelte. Dies ging einher mit besseren Transportmöglichkeiten, einer zunehmenden Mechanisierung, dem stärkeren Anbau neuer Kulturpflanzen – unter anderem die Ausweitung des Kartoffel- und Maisanbaus – und zum Teil einer regionalen Spezialisierung. So ging zum Beispiel der Anteil des Ackerbaus in den klimatisch benachteiligten Regionen der Mittelgebirge zurück. Veränderte Konsumgewohnheiten, stärkere Konkurrenz aus dem Ausland, eine unbefriedigende Ertragssituation und letztlich der Reblausbefall führten auch zu einem deutlich Rückgang der Weinanbauflächen. Die Umstellung der Landnutzung zeigt sich in den Landschaften gelegentlich noch als Reliktformen. So weisen Stufenraine in heute als Weiden genutzte Flächen auf ehemaligen Ackerbau hin, und auf den Weinanbauflächen findet man heute noch Trockenmauern.
Die Intensivierung der Landwirtschaft ging auch mit einer Änderung des Rechtsgefüges einher. Das erste Arrondierungsgesetz vom 10. November 1861, das die Parzellenzersplitterung insbesondere der Gewannfluren aufheben sollte, war nicht erfolgreich. Das Flurbereinigungsgesetz vom 29. Mai 1886 sah deswegen auch Zwangsmaßnahmen vor und führte zu einer allmählichen Neuordnung der Flure, die sich aber über mehrere Jahrzehnte hinzog. Im Rahmen der Neuordnung der Flure wurden auch die Allmenden, die in der Regel extensiv beweidet wurden, aufgegeben und in Privatbesitz übergeben.
Die intensivere Landwirtschaft des 19. Jahrhunderts brachte neue Landnutzungselemente hervor, die aus damaliger Sicht intensiv waren, aus heutiger Sicht aber extensiv sind. Vor allem wurden im 19. Jahrhundert in vielen Regionen hochstämmige Obstbäume angelegt und neue Formen der Wiesenbewässerung über Grabensysteme geschaffen.

#### Wandlungsprozesse im 20. Jahrhundert
Die ländliche Kulturlandschaft erfuhr im 20. Jahrhundert eine Reihe tiefgreifender Wandlungen. So gab es zwei Phasen, in denen zahlreiche Dörfer und Weiler neu gegründet wurden. Sowohl in den 1920er und 1930er Jahren als auch in den späten 1940er und in den 1950er Jahren wurden in Zusammenhang mit staatlichen Bodenreformen neue landwirtschaftliche Siedlungen angelegt. Da die Siedlungen des ländlichen Raumes bereits seit den 1930er Jahren sich zunehmend in Wohnsiedlungen wandelten, wurden insbesondere in Westdeutschland in den 1950er und 1960er Jahren landwirtschaftliche Höfe als sogenannte Aussiedlerhöfe in die Feldflur verlegt. Parallel kam es durch die zunehmende Mechanisierung und Motorisierung der landwirtschaftlichen Produktion zu einer starken Überformung der traditionellen Flurformen. Leitbild der mitteleuropäischen Agrarpolitik ist zwar der bäuerliche Familienbetrieb, jedoch kennzeichnet sich die heutige Landwirtschaft durch eine zunehmende Spezialisierung und Technisierung, so dass sie immer mehr dem nordamerikanischen Farmertum gleicht.

## Formen der heute als extensiv angesehenen Landnutzung

### Fernweidewirtschaft der Alpen

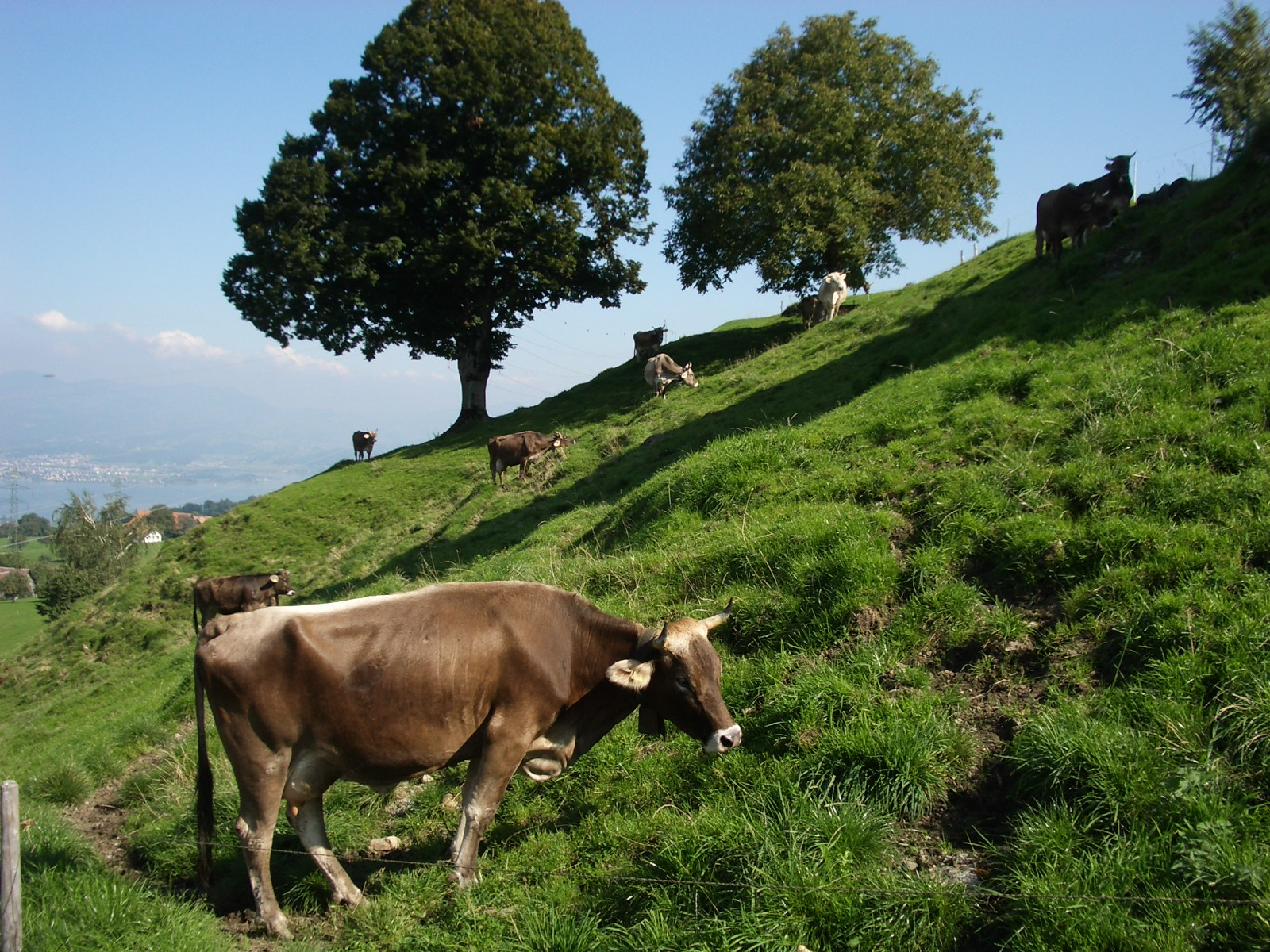
Viehhaltung der Almwirtschaft: Alpine Matten, in Mittelgebirgslage mit lockerem Baumbestand

Die Almwirtschaft und die Transhumanz der Alpen sind prototypische extensive Bewirtschaftungen. Diese Wirtschaftsformen am Übergang von Nomadismus und Sesshaftigkeit (saisonelle Beweidung) hat die Alm (Bergweide) als Landschaftsform hervorgebracht hat, wie sie heute die Berglagen der Alpen prägen. Ähnliche Landschaftsformen finden sich in allen Berggebieten Mitteleuropas.

### Streuobstwiesen
→ Hauptartikel: Streuobstwiese

Obstbaumpflanzung an der Reichsstraße nach Melk (um 1900)

Streuobstwiesen prägten zeitweilig ganze Landschaften; es handelt sich jedoch um eine Landnutzungsform, die erst wenige Jahrhunderte alt ist.
Die Herzöge von Württemberg ordneten 1663 das Anpflanzen von Obstbäumen entlang von Landstraßen an, um eine verbesserte Versorgung der Landbevölkerung zu gewährleisten. Zu einer starken staatlichen Förderung kam es jedoch erst im späten 18. Jahrhundert, häufig wurde bereits zu diesem Zeitpunkt die Allmende mit Obstbäumen bepflanzt, weil sie die Beweidung nicht störte. Bis in die Mitte des 19. Jahrhunderts diente das so angebaute Obst fast ausschließlich der Eigenversorgung (Lagerung, Trocknung, Vermostung). Von der mit Obstbäumen bepflanzten Allmende abgesehen, stand Streuobst meist auf den dorfnahen Gärten. Diese Flächen dienten gleichzeitig als Auslauf für das Geflügel oder als Schweine- und Schafweide.
Zu einer Ausdehnung der Streuobstwiesen kam es, als mit den verbesserten Transportmöglichkeiten in der zweiten Hälfte des 19. Jahrhunderts Obst vermarktungsfähig wurde. In klimatisch geeigneten Regionen, die gleichzeitig eine hinreichend gute Anbindung an Absatzmärkte hatten, nahmen die Flächen, die mit hochstämmigen Obstbäumen bepflanzt waren, deutlich zu. Hauptregionen des Obstanbaus um 1900 waren das württembergische Neckarland, das einen Bestand von 1560 Obstbäumen je landwirtschaftlich genutzten Quadratkilometer aufwies. In Unterfranken und Baden, Thüringen sowie Anhalt lag der Obstbaumbestand bei etwa 1000 Bäumen je Quadratkilometer. Schleswig-Holstein, Mecklenburg und Pommern wiesen dagegen nur zwischen 160 und 188 Obstbäume je Quadratkilometer auf, was zum Teil auf die klimatischen Bedingungen dieser Regionen als auch auf den dort geringeren Nutzungsdruck zurückzuführen war.
Als extensive Landnutzungsform wird die Streuobstwiese erst seit der 2. Hälfte des 20. Jahrhunderts eingeordnet. Die Produktion von Obst auf sortenrein bepflanzten Plantagen wurde deutlich rentabler, weswegen zwischen 1957 und 1974 sogar Prämien zur Rodung alter Obstbäume durch die EWG gezahlt wurden.
Streuobstwiesen gelten wegen ihres landschaftsprägenden Charakters als erhaltenswert und spielen außerdem eine große Rolle bei der Erhaltung gefährdeter Arten wie dem Steinkauz und dem Raubwürger.

### Gräben

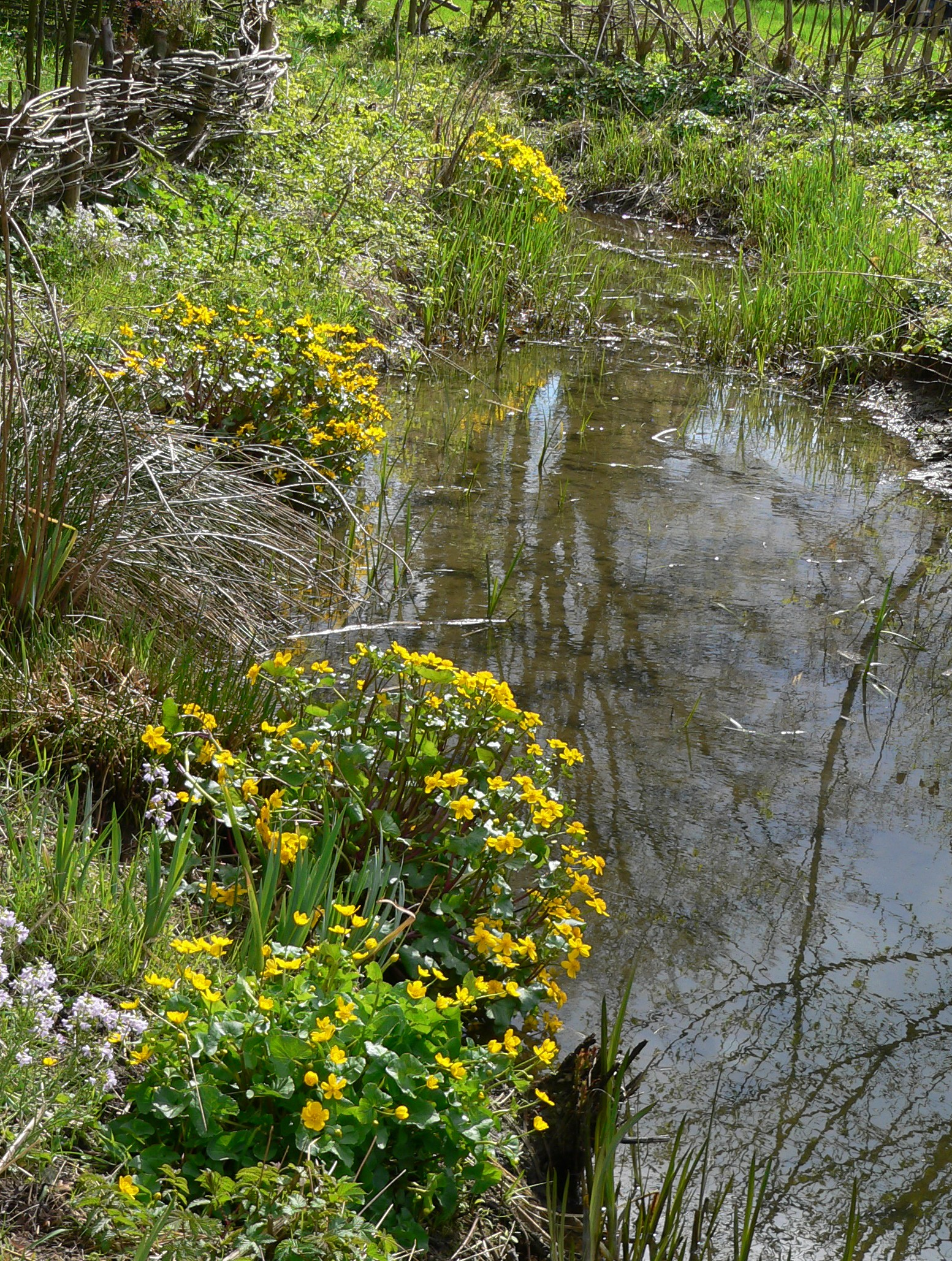
Sumpfdotterblumen entlang eines Wassergrabens auf dem Thurner Hof

Gräben – ursprünglich angelegt zur Bewässerung von Parzellen, zum Betreiben einer Wassermühle oder zur Entwässerung – sind gleichfalls Merkmale einer früheren intensiven Landnutzung, deren Nutzungsintensität aber heute in Relation zur üblichen Landnutzung extensiv ist und die auf Grund ihrer Artenvielfalt als erhaltenswert gelten.
Bewässerungsgräben entstanden zwischen dem Mittelalter bis ins frühe 20. Jahrhundert. Selbst im regenreichen Mittelgebirge wurden sie genutzt, da mit ihnen die regenarmen Sommermonate überbrückt und der Ertrag der Parzellen gesteigert werden konnte. Quellwasser wurde in Gräben, die kilometerlang sein konnten, mit geringem Gefälle an den Talrändern entlanggeführt, um von dort aus die Wiesen zu bewässern. Auf diesen sogenannten Wässerwiesen sorgte eine Berieselung im Spätwinter dafür, dass der Schnee schneller schmolz. Ein Wässern der Parzellen im Herbst minderte den Schädlingsdruck, da durch die Bewässerung Insektenlarven und Mäuse abgetötet werden konnte. Eine der wichtigsten Funktionen der Bewässerung war im vorindustriellen Zeitalter jedoch das Einbringen von Nährstoffen auf die Wiesen. Wasser, das wegen der darin enthaltenen Abwässer und Fäkalien als „dickes“ Wasser bezeichnet wurde, wurde klarem Wasser vorgezogen. Eine Bauernregel aus der vorindustrielle Zeit lautete deshalb:
Der rechte Bauer weiß es wohl,
Daß man im November wässern soll.
Denn im November Wässerung
Ist der Wiesen Besserung
Da in der vorindustriellen Zeit Wasserkraft die wichtigste Energiequelle war, legte man außerdem zahllose Gräben zum Betrieb von Mühlen an. Hammerwerke, Öl-, Säge- und Papiermühlen sowie Getreidemühlen wurden mit Wasserkraft betrieben. Insbesondere Getreidemühlen befanden sich in nahezu jeder Gemarkung. Die Bedeutung der Gräben in der vorindustriellen Zeit lässt sich an den verschiedenen, zum Teil sehr alten Regelungsversuchen ablesen. Eine der ersten ist eine Ratsentscheidung im Raum Freiburg im Breisgau aus dem Jahre 1382. Streitigkeiten über Wasserentnahmerechte führten sogar im Jahre 1756 zu einem Staatsvertrag zwischen der Stadt Basel und der Markgrafschaft Baden.
Wiesen spielen in der heutigen Landwirtschaft auf Grund einer veränderten Viehfütterung und der Stallhaltung nur noch eine nachgeordnete Rolle. Da nun außerdem reichlich (Kunst)Dünger verfügbar war, wurde die generelle Entwässerung der Wiesen wichtiger als die zeitweilige Bewässerung. Die meisten Grabenanlagen zur Wiesenbewässerung sind mittlerweile verlandet und lassen sich in Wiesen nur noch an der wegen der veränderten Bodenzusammensetzung abweichenden Artenzusammensetzung erkennen. Größere Gräben, die einstmals als Mühlengraben oder zur Entwässerung dienten, sind insbesondere dann erhalten geblieben, wenn sie entlang von Grundstücksparzellen verlaufen. Sie haben sich meist zu Stillgewässern entwickelt und bieten dort Raum für Wasserpflanzen, feuchtigkeitsliebende Stauden wie das Echte Mädesüß, Röhrichte und Ufergehölze. Eingriffe begrenzen sich in der Regel auf eine gelegentliche Abmahd.

### Teichwirtschaft

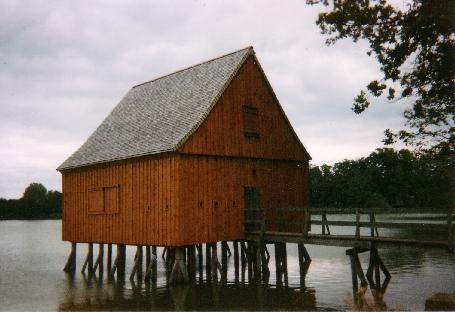
Plothener Teiche in Thüringen: Das Pfahlhaus im Hausteich. Die Plothener Teiche sind eine der großen Teichanlagen, die im Mittelalter und der frühen Neuzeit entstanden

Ähnlich wie Streuobstwiesen haben Teiche eine starke Verschiebung bezüglich ihrer Nutzungsintensität erlebt. Fisch spielte nach der Christianisierung wegen der vielen Fastentage eine große Rolle in der Ernährung. Insbesondere rings um Klöster wurden ausgedehnte Teichanlagen geschaffen. Die Fischzucht war so wichtig, dass im 16. Jahrhundert sogar Grünland und Ackerfläche in Teiche umgewandelt wurden.
Teiche wurden auch im Mittelalter und der Neuzeit unterschiedlich intensiv genutzt. Merkmale einer intensiven Nutzung war das jährliche Ablassen des Wassers – meist verbunden mit dem Abfischen – und einer Zufütterung der Fische. Eventuell entstehende Schilfröhrichte und Großseggenriede wurden außerdem häufig zur Streunutzung gemäht. Für eine ertragreiche Fischzucht mussten zudem die Wasser- und Sumpfpflanzen beseitigt werden, da sie dem Wasser Nährstoffe und teils auch Sauerstoff entzogen.
Eine intensive Form der Teichwirtschaft war die Feld-Teich-Wechselwirtschaft. Ein über mehrere Jahre als Teich genutzte Parzelle wurde abgelassen und dann für meist ein oder zwei Jahre ackerbaulich genutzt. Sowohl die durch Ackerbau erzielten Erträge als auch die Zurückdrängung von Fischparasiten, Erregern von Fischkrankheiten sowie der Wasserpflanzen spielten dabei nur eine nachrangige Rolle. Im Vordergrund dieser Maßnahmen stand eine Steigerung der Fischerträge durch Düngung mit den abgestorbenen Pflanzenteilen sowie durch angebaute Leguminosen.
Aufgrund veränderter Konsumgewohnheiten und dem Rückgang der Klöster insbesondere durch die Säkularisation wurden im 18. und 19. Jahrhundert eine große Anzahl von Teichen wieder trockengelegt und meist in Grünland umgewandelt. Dort wo Teiche nicht mehr gepflegt werden, setzt meist eine Verlandung ein. Zum Erhalt von Teichen ist deshalb meist eine zumindest extensive Landnutzung notwendig.

### Heiden

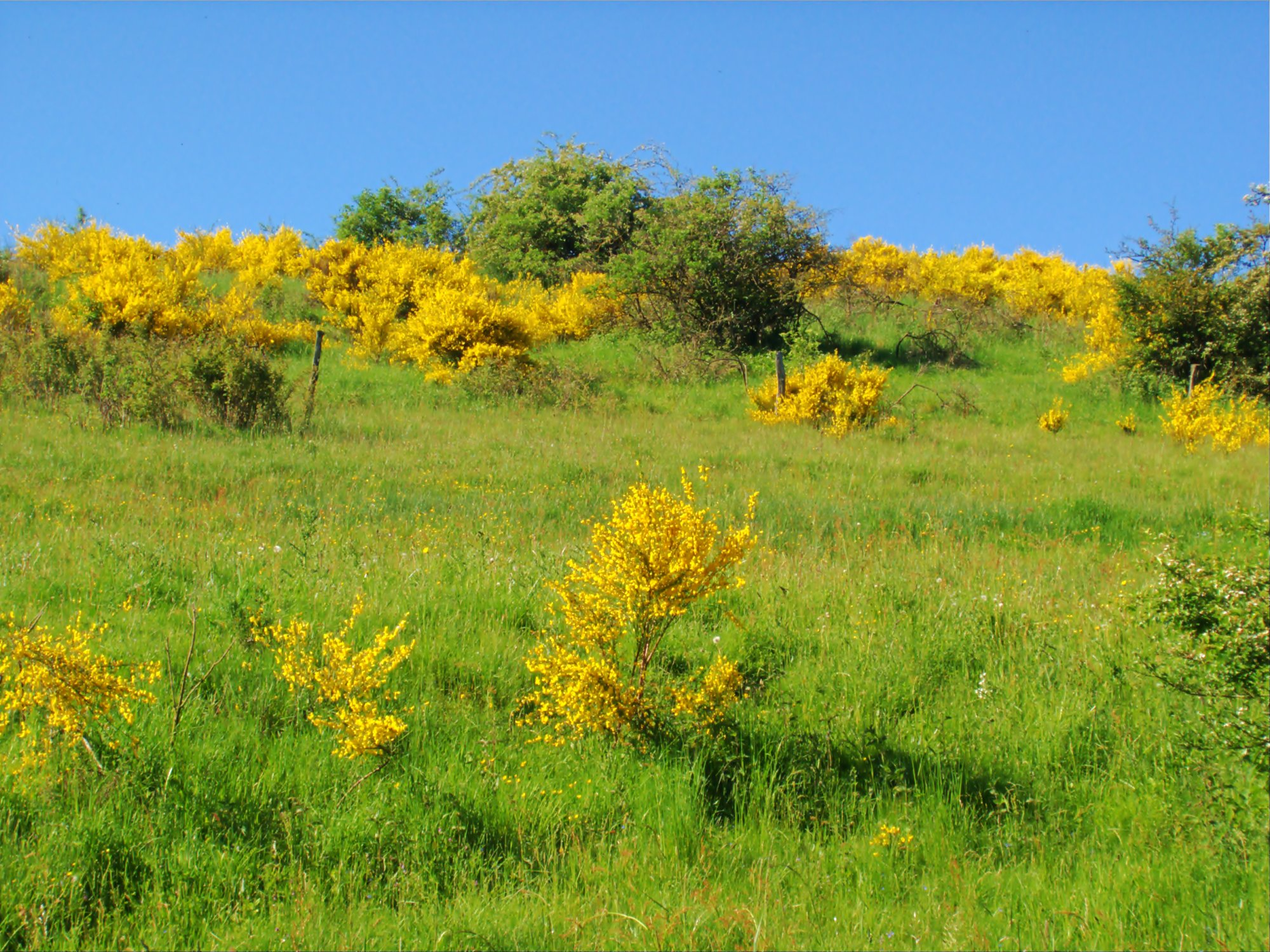
Besenginsterheide in der Eifel

Der einzig natürliche Heidetyp, der in Mitteleuropa vorkommt, ist die aus Krähenbeeren bestehende Küstenheide, die auf wenige kleine Flächen der Nordsee-Küstendünen begrenzt ist. Sowohl die seltenere Besenginsterheide, die noch im Rheinischen Schiefergebirge, in der Eifel und im Sauerland vorkommt, als auch die von Heidekraut dominierte Calluna-Heide sind die Folge anthropogener Eingriffe. Der Begriff Heide hat dabei einen Bedeutungswandel erlebt. Er wurde bis ins 19. Jahrhundert für alle wenig ertragreichen und baumarmen Weideflächen verwendet. Heute versteht man darunter eine Kleinstrauchgesellschaft in Regionen mit hohen Niederschlägen, sauren Bodenverhältnissen und einer extensiven Schafbeweidung auf Waldstandorten mit einem meist ozeanisch geprägten Klima. Die Wacholderheide zählt man dagegen zu den Magerrasentypen.
Sowohl die Besenginsterheide als auch die Calluna-Heide, wie man sie beispielsweise in der Nähe von Lüneburg findet, sind durch das Abplaggen der Böden entstanden. Bei der Besenginsterheide liegt außerdem eine Feld-Heide-Wechselwirtschaft vor. Die meist ertragsarme Allmende wurde alle 12 bis 40 Jahre in individuell zu bewirtschaftende Felder aufgeteilt, die Plaggen gemeinsam mit den abgehackten Sträuchern verbrannt und die Asche als Dünger auf den Felder aufgebracht. Die Düngung erlaubte für ein Jahr den Anbau von Roggen und je nach den örtlichen Gegebenheiten für ein oder zwei Jahre Gerstenanbau. Dann wurden die Parzellen wieder der Allmende zugeführt, ließen sie sich natürlich begrünen und man beweidete sie wieder.
Die Einführung des Kunstdüngers, der deutliche Rückgang der Schafhaltung und die Möglichkeit, durch Melioration Land aufzuwerten, ließ die Heideflächen dramatisch abnehmen. Geringe Weiden und Hutungen machten auf dem Gebiet der heutigen Bundesrepublik Deutschland im Jahre 1878 noch 3.094.000 Hektar aus. Im Jahre 2002 waren es nur noch 133.000 Hektar. Die großen Heideflächen wurden meist mit Fichten aufgeforstet oder nach entsprechenden Maßnahmen in Felder umgewandelt. Eine extensive Beweidung von Schafen trägt dazu bei, die verbleibenden Flächen als Heide zu erhalten. Das bekannteste Beispiel einer solchen Beweidung ist der Einsatz von Heidschnucken in der Lüneburger Heide. Das Aufkommen von Wacholdersträuchen zeigt jedoch auch hier eine gewandelte Nutzungsintensität. Wacholdersträucher wurden früher von den Schäfern als Weideunkraut abgehackt.
Mit Erfolg setzt man seit 1983 auf großen Flächen des an der Grenze von Deutschland und der Niederlande gelegenen Zwillbrocker Venn und Amtsvenn Moorschnucken zur Erhalt der Moorheide, ein überwiegend nicht durch landwirtschaftliche Nutzung entstandener Heidetyp, ein. Durch diese Beweidung wird das ansonsten alles erstickende Pfeifengras zurückgedrängt und der Aufwuchs von Birken aufgehalten.

### Magerrasen

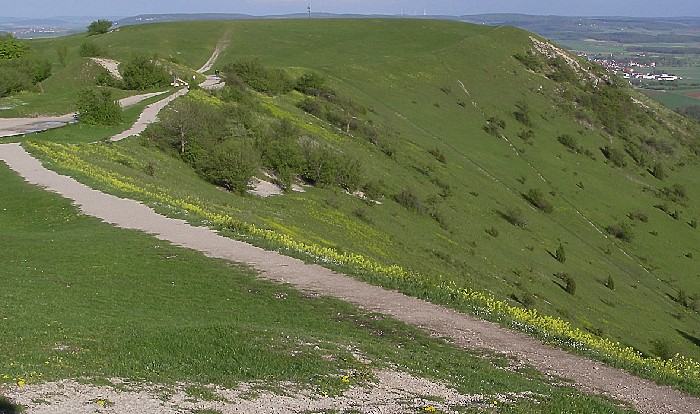
Die Hochfläche und der Südhang der Osterwiese auf dem Hesselberg ist ein typischer Magerrasen

Während Heiden typisch für das eher von ozeanischen Klimaeinflüssen geprägte nordwestliche Mitteleuropa sind, findet man Magerrasen eher von kontinentalem Klima geprägten südlichen Mitteleuropa. Und während für die Entstehung von Heiden die Plaggendüngung eine wesentliche Rolle spielte, entstanden Magerrasen meist auf Böden mit verhältnismäßig trockenen, kalkhaltigen Böden mit flachgründigem Profil. Die typische Bewirtschaftungsform war die Schafhaltung, häufig in Form einer Wanderschäferei, die riesige Weidenflächen beanspruchte.
Die Nutzung war auch in der vorindustriellen Landwirtschaft bereits extensiv, jedoch wurde durch die Weidewirtschaft wegen der nächtlichen Einpferchungen (s. o.) den Flächen insgesamt Nährstoffe entzogen. Dies hatte unter anderem eine Verschiebung des Artenspektrums und eine Bodendegradierung zur Folge. Auf Flächen, die davon besonders stark betroffen sind, ist heute eine Intensivierung der Bodennutzung etwa durch Melioration oder eine Aufforstung nicht mehr möglich. Eine natürliche Sukzession, die in Mitteleuropa in der Regel wieder zu Entstehung eines Mischwaldes führt, findet auf diesen Böden nur sehr langsam statt. Wird die Weidewirtschaft aufgegeben, dann verbuschen die Flächen zunächst, die auf sehr helle Standorte angewiesenen Gräser und Kräuter nehmen ab und allmählich entsteht ein sehr lockerer Kiefernwald.
Wissenschaftliche Untersuchungen haben gezeigt, dass zum Erhalt der Flächen eine Fortsetzung der Schafhaltung erforderlich ist. Wandernde Schafherden sind dank der Zoochorie effektive Verbreiter von Pflanzensamen und tragen zum Erhalt der Artenvielfalt auf ansonsten isolierten Flächen bei.

### Feuchtwiesen und Feuchtgrünland

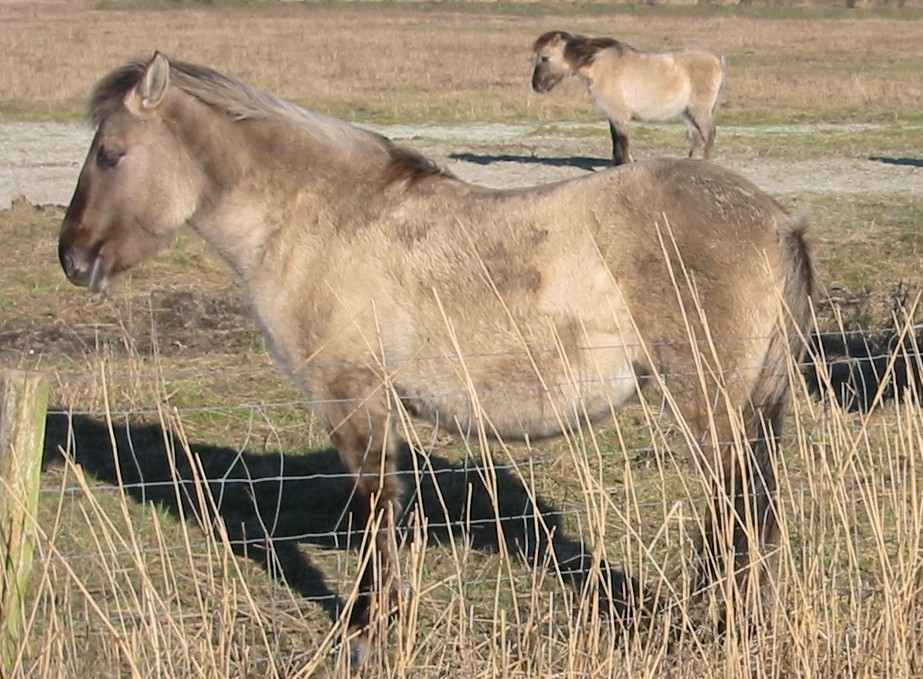
Koniks – mit Hilfe von Heckrindern und Koniks versucht man die Verbuschung von Feuchtflächen zu verhindern

siehe auch den Hauptartikel Feuchtwiese

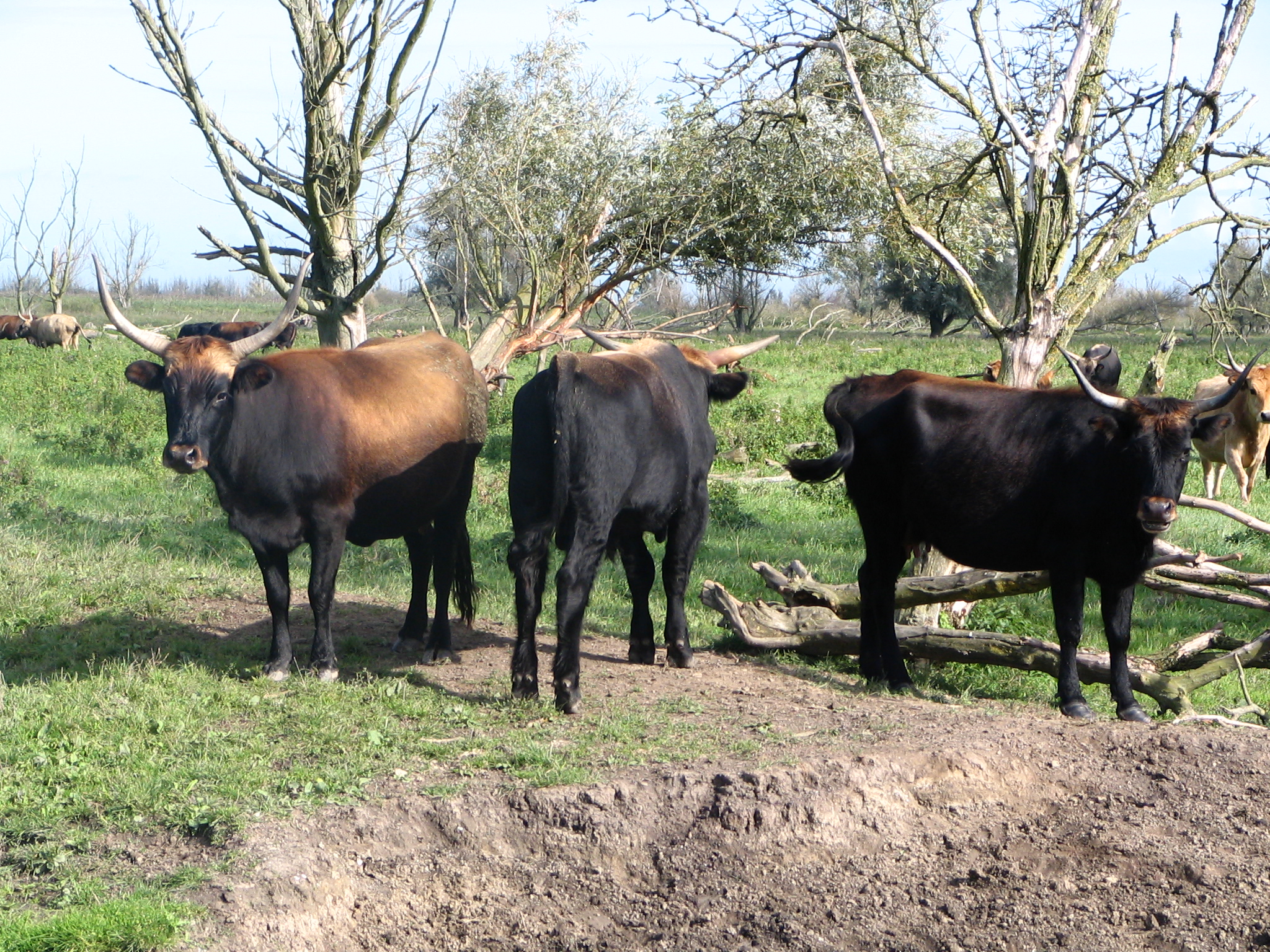
Heckrinder in Oostvaardersplassen

Unter Feuchtflächen werden solche Standorte verstanden, deren Böden ständig feucht bis nass sind und auf denen ein Bewuchs durch Gehölze weitgehend fehlt. Von der vorindustriellen Landwirtschaft wurden diese Flächen in der Regel genutzt, wobei die Nutzungsintensität je nach Standort und örtlichen Gegebenheiten unterschiedlich war. Einige dieser Flächen waren derart sommertrocken, dass sie für eine intensive Heugewinnung genutzt werden konnten. Dabei stellte bis zum ersten Drittel des 20. Jahrhunderts eine intensive Landnutzung nur eine zweimalige Mahd im Jahr dar. Heute ist auf Wiesen dagegen eine viermalige, gelegentlich sogar fünfmalige Mahd üblich.
Vom 19. Jahrhundert bis in die Hälfte des 20. Jahrhunderts nutzte man Feuchtflächen häufig für die Gewinnung von Streu. Streu wurde für die Viehhaltung benötigt, die im Laufe des 19. Jahrhunderts stark zunahm. Gleichzeitig wurde in diesem Jahrhundert das Sammeln von Streu in Wäldern eingeschränkt und stellenweise völlig untersagt, so dass man in einigen Regionen sogar von Streunot sprach. Die hartfaserigen Binsen- und Röhrichtgewächse der Feuchtfläche stellten jedoch einen vollwertigen Ersatz. Am Bodensee wurde daher zur Streugewinnung Schilf angebaut, im Alpenvorland Moorgebiete entwässert, um Streuwiesen anzulegen. In Oberbayern und in Oberschwaben machten Streuwiesen in den 1930er Jahren 10 Prozent der Gesamtwiesenflächen aus. Die Mahd von Schilfflächen und Pfeifengraswiesen, die den größten Teil der Streuwiesen ausmachten, erfolgte im Herbst, da dann der Anteil der strohfaserreichen Pflanzenteile besonders hoch war. Insbesondere auf den Pfeifengraswiesen konnte sich so ein reiches, auf nährstoffarme Standorte angewiesenes Spektrum an Arten entwickeln. Zu ihnen zählen beispielsweise Breitblättriges Knabenkraut und Schwalbenwurz-Enzian.
Auch die im Vergleich zu Pfeifengraswiesen nährstoffreicheren Hochstaudenflure sind auf regelmäßige Mahd angewiesen. Diese Pflanzengesellschaften, zu deren Leitarten häufig das Mädesüß oder Kohlkratzdisteln gehören, ist entlang der Ufer von Bächen und Gräben zu finden. Früher wurden diese Flächen gleichfalls regelmäßig gemäht, um aus den Pflanzen Streu zu gewinnen. Bleibt eine Mahd aus, so verbuscht dieses Gelände gleichfalls.
Feuchtgrünland zählt in der heutigen Landwirtschaft regelmäßig zu den Standorten, deren Bewirtschaftung keinen ausreichenden Ertrag abwirft. Den Flächen droht daher eine Verbuschung. In einigen Regionen gibt es daher den Versuch, mit sogenannten Megaherbivoren ein abwechslungsreiches und vielfältig strukturiertes Vegetationsmosaik zu schaffen, dass eine für das Feuchtgrünland typische Artenvielfalt erhält. Solche vom Naturschutz initiierten Projekte werden häufig als sogenannte „Wilde Weiden“ bezeichnet.
Zu den bekanntesten, auf diese Weise bewirtschafteten Flächen zählt Oostvaardersplassen in den Niederlanden. Auf einer nicht bewirtschafteten Fläche von insgesamt 5.600 Hektar leben wild Koniks, Heckrinder, Rothirsche und Rehe. Mit Hilfe von Heckrindern versucht man auch die Rieselfelder bei Münster sowie die Lippeauen bei Soest vor Verbuschung und Verwaldung zu bewahren. Die Erfahrungen in Oostvaardersplassen zeigen jedoch, dass bestandsregulierende Maßnahmen notwendig sind und dabei Probleme bei der Verwertung der Kadaver der Heckrinder und der Koniks entstehen. Das Fleisch der Rinder darf für menschliche Nahrungsmittel nicht verwendet werden, da sie dazu einer regelmäßigen veterinärmedizinischen Kontrolle unterzogen werden müssten. Daher bestehen Überlegungen, auf solchen Flächen nur noch Wildarten wie Rotwild, Wildschweine und Wisente einzusetzen, da sie als Wildbret vermarktet werden können, das keinen vergleichbar strengen Auflagen unterliegt. Wilde Weiden sind heute Teil der Wiederherstellung wildnisähnlicher Gebiete in Kulturlandschaften (siehe → Wildnisentwicklungsgebiete).

### Hecken
siehe auch den Hauptartikel Hecke

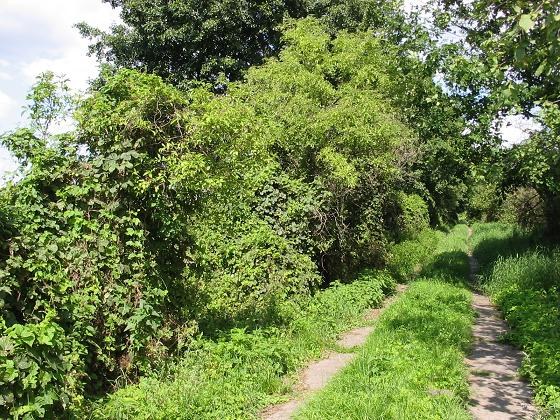
Hecke bei Stangenhagen, Brandenburg

Hecken zählen zu den vielfältigsten Landschaftselementen in Mitteleuropa. Nach ihrer Entstehungsgeschichte werden sie nach Grünlandhecken und Gäulandhecken unterschieden. Als Grünlandhecken werden alle gezielt angepflanzten Hecken bezeichnet, so zum Beispiel die Knicks und Redder, die für den Norden Mitteleuropas landschaftsprägende Elemente sind. Ihre Funktion war der Schutz der wertvollen Weideflächen vor dem Verbiss und Vertritt durch das Vieh. Umfangreiche Heckennetze entstanden vor allem im 18. und 19. Jahrhundert, als bedingt durch die Feld-Gras-Wechselwirtschaft in Schleswig-Holstein viele Parzellen durch Hecken eingefriedet wurden.
Gäulandhecken findet man dagegen eher in südlichen Gebieten Mitteleuropas. Sie entstanden als spontaner Aufwuchs auf den Flächen, die den Menschen nicht ausreichend Ertrag boten, so dass eine Beseitigung der heranwachsenden Gehölze nicht lohnend war. Während Grünlandhecken entlang von traditionellen Viehtriften mehrere Jahrhunderte alt sein können, sind Gäulandhecken in der Regel verhältnismäßig jung. Ihr Entstehen fällt mit der zunehmenden Stallviehhaltung ab der Mitte des 19. Jahrhunderts zusammen. Zuvor ließ die regelmäßige Beweidung der Parzellen auch auf Grenzertragsstandorten keinen Strauchwuchs aufkommen.
Hecken waren Lieferant von Brennholz und Beeren. Sie lieferten außerdem Material für Zaunbau und die Herstellung von Werkzeugen. Ihre Bedeutung als Holz- und Nahrungslieferant war jedoch bei weitem geringer als die der Wälder. Die von Menschen durchgeführten Pflegemaßnahmen war ein Auf-Stock-Setzen in mehrjährigen Abstand, ein seitliches Ausasten, um die Behinderung bei der Bearbeitung benachbarter Felder zu vermeiden sowie das Laubschneiteln im Herbst. Dabei wurden die noch nicht verholzten Seitentriebe der Hecken geschnitten, um als sogenanntes Laubheu im Winter an das Vieh verfüttert zu werden. Alle diese anthropogenen Eingriffe führten zu Hecken mit Pflanzengesellschaften, die diese Eingriffe gut vertragen. Zu den Arten, die man in Hecken findet, gehören Schlehe, Hasel, Hainbuche, Weißdorn und Hundsrose.